# Centoporte
Centoporte, deutsch etwa Hunderttürer, bezeichnet mehrere Gattungen drei- und vierachsige Abteilwagen der italienischen Ferrovie dello Stato (FS), die von den 1930er Jahren bis Ende der 1980er Jahre im Nahverkehr eingesetzt wurden. Obwohl die Wagen einen Mittelgang hatten, führte von jedem Abteil eine nach außen aufschlagende Türe auf den Bahnsteig. Die ursprüngliche Farbgebung war grün, ab den 1930er Jahren der braune Castano-Isabella-Anstrich, ab den 1960er Jahren grau. Die spartanische Inneneinrichtung bestand aus Holzbänken ohne Polsterung. Für den Bau der Centoporte wurden Untergestelle alter Holzkastenwagen verwendet, die mit neuen Stahlkasten versehen wurden. Während des Zweiten Weltkriegs wurden einige Wagen für den Verwundetentransport auf Bahren umgebaut.

## Vierachsige Gattungen

### 1928R

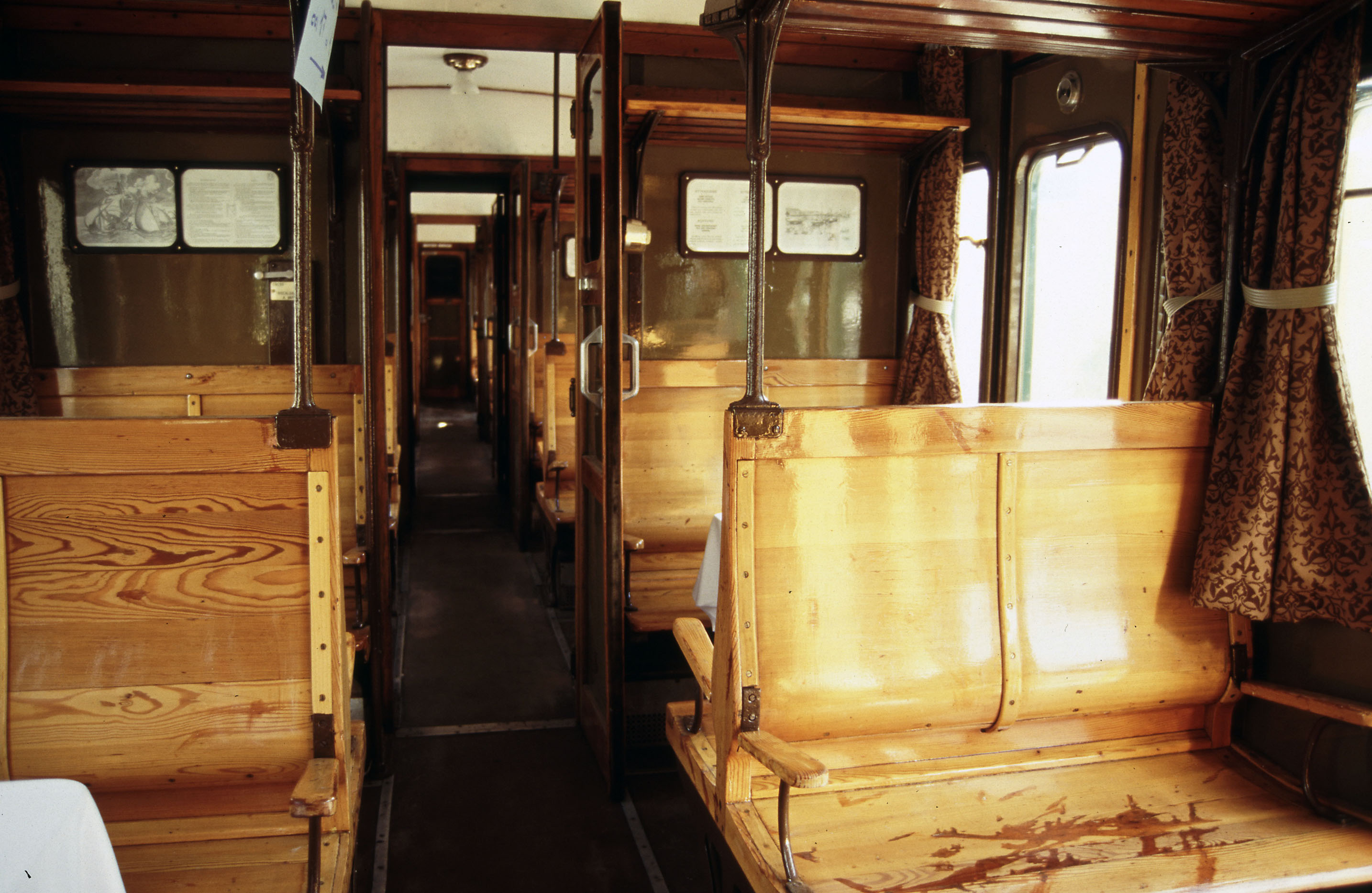
Innenraum eines Centoporte-Wagens

Die Gattung 1928R waren vierachsige Wagen mit vier Abteilen, die mit einem Mittelgang verbunden waren. Es waren zehn Sitzgruppen in 2+2-Stuhlung angeordnet, wobei jede Sitzgruppe ihre eigenen Einstiegstüren hatte. In Wagenmitte befanden sich zwei WCs. Die Gattung 1928R bestand aus zwei Unterbauarten, wobei diejenige ohne Vorräume die am weitesten verbreitete Variante der Centoporte-Wagen war.
Variante ohne Vorräume
Die 1400 Wagen, die ohne Vorraum gebaut wurden, trugen Nummern in dem Bereichen 36.000 und 37.000. Sie entstanden durch Umbau von Wagen der Gattung 1906. Pro Wagenseite waren 10 Einstiegstüren angeordnet – bei jeder Sitzgruppe eine.
Variante mit Vorräumen
Die 198 Wagen mit Vorräumen waren gegenüber den oben genannten Wagen um die Vorräume an jedem Wagenende länger. Sie trugen Nummern im 39.000er-Bereich und entstanden durch Umbau von Wagen der Gattung 1910. Pro Wagenseite waren 12 Einstiegstüren angeordnet, weil zusätzlich zu den Türen bei den Sitzgruppen auch die Vorräume eigene Türen hatten.
Lazarettwagen
Zehn Wagen aus der Serie ohne Vorräume wurden während des Zweiten Weltkriegs zu Lazarettwagen zum Transport von verwundeten auf Tragen umgebaut. Einige wurden benutzt, um Verwundete vom Russland-Feldzug zurückzutransportieren. Die Wagen gehörten der Untergattung 1928RT an, wobei das T für transformato ‚umgebaut‘ stand.
Steuerwagen
In den 1960er Jahren wurden sechs Wagen aus dem 37.000er-Bereich zu Steuerwagen umgebaut und mit den Nummern npBDz 68.200-205 versehen. Die Wagen gehörten ebenfalls der Gattung 1928RT an, obwohl diese schon von den Lazarettwagen belegt wurde. Sie waren leicht zu erkennen an den Schuten über den Stirnfenstern am Wagenende mit dem Führerstand. Die Wagen hatten zuerst acht Türen pro Wagenseite, was später auf 6 reduziert wurde. Eine zusätzliche Tür gewährte Zugang zum kleinen Gepäckraum und zum Führerstand.

### 1933R
Die Wagen der Gattung 1933R waren 52 Wagen, die in den Jahren 1931 bis 1935 gebaut wurden und über alle drei Wagenklassen verfügten. Sie entstanden wie die meisten Wagen der Gattung 1928R auf Untergestellen der Gattung 1906. Erste und zweite Klasse waren in einem Bereich mit Seitengang untergebracht, das Abteil dritte Klasse hatte einen Mittelgang. Die beiden Bereiche wurden durch das WC getrennt, das für die Centoporte-Wagen ungewöhnlich nicht in Wagenmitte angeordnet war, was von Außen an der Lage des Milchglasfensters und des Wassertanks auf dem Dach erkennbar war. Auf der Seite der Abteile hatte der Wagen neun Türen, auf der Gangseite sechs.

### 1949R
Die letzten 85 vierachsigen Centoporte entstanden in den 1950er Jahren durch Umbau von Wagen der Gattung 1910. Es wurden sechs Wagen mit 1. und 2. Klasse oder 79 reine 1.-Klasse-Wagen gebaut. Beide Bauarten hatten einen Seitengang. Auf der Gangseite waren vier Türen, auf der Abteilseite zehn Türen angeordnet. Die Gattung hebt sich von den anderen Centoporte durch die großen Fenster ab, die besonders auf der Gangseite gut zu erkennen sind.

## Dreiachsige Gattungen
Die dreiachsigen Centoporte-Wagen 1929R, 1931R und 1931RT entstanden aus ehemaligen Holzkastenwagen des Rete Adriatica, die bis in die 1920er Jahre im internationalen Verkehr eingesetzt waren.

### 1929R
Es wurden in zwei Serien je 15 Wagen gebaut, welche bei Ablieferung die Bezeichnung Ciy und Nummern aus den Bereichen 34.000 und 34.400 trugen. Die beiden Serien unterschieden sich in der Länge. Jeder Wagen hatte sechs Abteile der 3. Klasse und ein WC in der Mitte.

### 1931R
In drei Serien entstanden 170 Wagen mit fünf Abteilen 3. Klasse und einem Gepäckabteil. Die Serien unterschieden sich ebenfalls durch unterschiedliche Längen. Sie trugen bei Ablieferung die Bezeichnung CDiy und belegten die Nummernbereiche 67.000, 67.200 und 67.400.

### 1931RT
Vier Wagen der Gattung 1931R aus dem Nummernbereich 67.400 wurden in Steuerwagen umgebaut. Die Wagen erhielten die Nummern npBDiy 68.900–903.